# Шафак, Элиф
Эли́ф Шафа́к (тур. Elif Şafak; 25 октября 1971, Страсбург) — турецкая и британская писательница. Доктор философии, почётный феллоу St Anne's College, Oxford. Вице-президент Королевского литературного общества. Удостоена President's Medal (British Academy) (2024). Входила в топ-100 самых вдохновляющих и влиятельных женщин по версии BBC. Борец за права женщин, права ЛГБТК+ и свободу выражения мнений.

## Биография

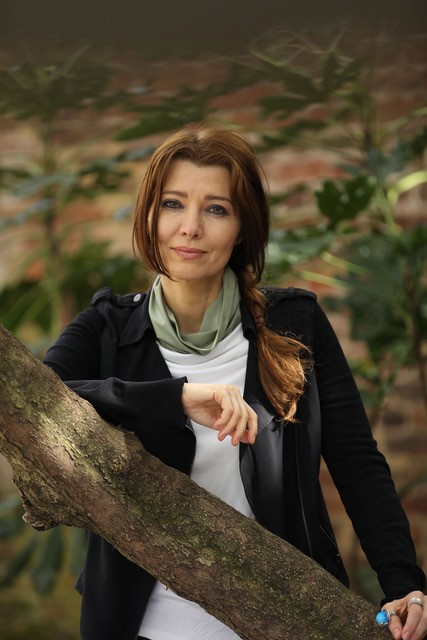

Из семьи дипломатов, родилась во Франции. После развода родителей осталась с матерью, жила в Испании и Иордании, затем перебралась в Турцию. Закончила Технический университет в Анкаре, защитила диссертацию на степень доктора философии по политологии, посвящённую проблемам гендерной идентичности. Год стажировалась в США, впоследствии была приглашённым преподавателем в ряде американских университетов. Живёт в Турции и США, пишет на турецком и английском языках, сотрудничает с прессой США и Европы. Входит в Европейский совет по международным отношениям.
После публикации романа «Стамбульский бастард» (2006), где упоминался геноцид армян, дважды обвинялась в оскорблении нации, ей угрожало тюремное заключение до трёх лет. Оба обвинения были сняты за недостаточностью улик.

## Творчество
Большинство книг Шафак — исторические романы, связанные с суфизмом. Также пишет песни для рок-ансамблей, эссе на темы политики и культуры.
Опубликовала 20 книг, в том числе 13 романов, ее книги переведены на 57 языков.

## Признание
Книги Шафак имеют огромный успех в Турции, они отмечены крупными национальными премиями, переведены на многие языки. В 2007 году Союз книгоиздателей Турции вручил писательнице Премию свободы слова. Кавалерственная дама Ордена искусств и литературы (Франция).
- President's Medal (British Academy)[англ.] (2024)
- Почетный доктор Humane Letters Бард-колледжа

## Книги

### На турецком языке
- / Kem Gözlere Anadolu (1994)
- Озарённый / Pinhan (1997, премия Руми)
- Отражения города / Şehrin Aynaları (1999)
- Махрам / Mahrem (2000, премия Союза писателей Турции)
- Блошиный дворец / Bit Palas (2002, номинация на Премию «Индепендент» за переводную прозу, 2005)
- Чистилище / Araf (2004)
- / Beşpeşe (2004)
- / Med-Cezir (2005, эссе)
- / Baba ve Piç (2006)
- Чёрное молоко / Siyah Süt (2007)
- Любовь / Aşk (2009)
- / Kâğıt Helva (2010)
- / İskender (2011, премия французской сети книжных магазинов Relay, 2013)
- / Şemspare (2012, эссе)

### На английском языке
- The Saint of Incipient Insanities (2004)
- Стамбульский бастард / The Bastard of Istanbul (2006)
- Сорок правил любви / The Forty Rules of Love (2010, номинация на Дублинскую литературную премию)

### На русском языке
- Сорок правил любви/ Пер. Людмилы Володарской. М.: Иностранка: Азбука-Аттикус, 2012
- Честь/ Пер. Екатерины Большелаповой. М.: Круг чтения: Азбука, 2014
- Ученик архитектора/ Пер. Екатерины Большелаповой. М.: Современный мировой бестселлер: Азбука, 2016
- Три дочери Евы/ Пер. Екатерины Большелаповой. М.: Современный мировой бестселлер: Азбука, 2017
- 10 минут 38 секунд в этом странном мире : Азбука, 2019
- Стамбульский бастард/ Пер. Тамара Апакидзе. СПб.: Азбука-Аттикус, 2021
- Остров пропавших деревьев/ Пер. Ольга Александрова. СПб.: Азбука-Аттикус, 2022